# Anales de la Universidad Central del Ecuador
Anales de la Universidad Central del Ecuador (abreviado Anales Univ. Centr. Ecuador) es una revista científica con ilustraciones y descripciones botánicas que es publicada en Ecuador desde el año 1883.